# Campeonato Tanzaniano de Futebol
A Tanzania Mainland Premier League (suaíli: "Ligi Kuu Tanzania Bara"; português: Primeira Liga Continental da Tanzânia) é a liga de futebol profissional de nível superior na Tanzânia e é administrada pela Federação de Futebol da Tanzânia . Esta liga foi criada em 1965, quando era conhecida como a "Liga Nacional". Seu nome foi mudado depois para a "Primeira Divisão de Futebol" e mudou novamente em 1997 para a "Premier League".

A liga tem 16 equipes que jogam um round duplo . O primeiro colocado se classifica para a Liga dos Campeões da CAF. Desde a temporada (2015/16), o vencedor da Azam Sports Federation Cup se classificou para a Copa das Confederações da CAF . Antes dessa temporada, o vice-campeonato da primeira liga se classificou para a Copa das Confederações. Os três últimos da primeira divisão são rebaixados para a Liga da Primeira Divisão na temporada seguinte.

## Campeões
| 1965        | Simba          |                |
| 1966        | Simba          |                |
| 1967        | Cosmopolitans  |                |
| 1968        | Young Africans |                |
| 1969        | Young Africans |                |
| Década 1970 |                |                |
| 1970        | Young Africans |                |
| 1971        | Young Africans |                |
| 1972        | Young Africans |                |
| 1973        | Simba          |                |
| 1974        | Young Africans |                |
| 1975        | Mseto Sports   |                |
| 1976        | Simba          |                |
| 1977        | Simba          |                |
| 1978        | Simba          |                |
| 1979        | Simba          |                |
| Década 1980 |                |                |
| 1980        | Simba          |                |
| 1981        | Young Africans |                |
| 1982        | Pan African    | KMKM           |
| 1983        | Young Africans | KMKM           |
| 1984        | KMKM           |                |
| 1985        | Maji-Maji      |                |
| 1986        | Maji-Maji      |                |
| 1987        | Young Africans |                |
| 1988        | Pan African    |                |
| 1989        | Malindi        |                |
| Década 1990 |                |                |
| 1990        | Pamba          |                |
| 1991        | Young Africans | Railways       |
| 1992        | Malindi        |                |
| 1993        | Simba          |                |
| 1994        | Simba          |                |
| 1995        | Simba          |                |
| 1996        | Young Africans |                |
| 1997        | Young Africans |                |
| 1998        | Maji-Maji      |                |
| 1999        | Prinsons       |                |
| Década 2000 |                |                |
| 2000        | Young Africans |                |
| 2001        | Simba          |                |
| 2002        | Simba          |                |
| 2003        | Simba          |                |
| 2004        | Simba          |                |
| 2005        | Young Africans |                |
| 2006        | Young Africans |                |
| 2007        | Simba          |                |
| 2007–08     | Young Africans | Prinsons       |
| 2008–09     | Young Africans | Simba          |
| Década 2010 |                |                |
| 2009–10     | Simba          | Young Africans |
| 2010–11     | Young Africans | Simba          |
| 2011–12     | Simba          | Azam           |
| 2012–13     | Young Africans | Azam           |
| 2013–14     | Azam           | Young Africans |
| 2014–15     | Young Africans | Azam           |
| 2015–16     | Young Africans | Azam           |
| 2016–17     | Young Africans | Simba          |
| 2017–18     | Simba          | Azam           |
| 2018–19     | Simba          | Young Africans |
| Década 2020 |                |                |
| 2019–20     | Simba          | Young Africans |
| 2020-21     | Simba          | Young Africans |
| 2021-22     | Young Africans | Simba          |
| 2022-23     | Young Africans | Simba          |
| 2023-24     | Young Africans | Azam           |
| 2024-25     | Young Africans | Simba          |

## Performance dos clubes
| Clube          | Títulos | Cidade        |
| -------------- | ------- | ------------- |
| Young Africans | 23      | Dar es Salaam |
| Simba          | 21      | Dar es Salaam |
| Maji Maji      | 3       | Songea        |
| Malindi        | 2       | Zanzíbar      |
| Pan African    | 2       | Dar es Salaam |
| Azam           | 1       | Dar es Salaam |
| Cosmopolitans  | 1       | Dar es Salaam |
| KMKM           | 1       | Zanzíbar      |
| Mseto Sports   | 1       | Dar es Salaam |
| Prisons        | 1       | Mbeya         |
| Pamba          | 1       | Shinyanga     |

## Participaçoes dos clubes na CAF
- Liga dos Campeões da CAF

| Clube               | N° | Anos |
| ------------------- | -- | --- |
| Young Africans S.C. | 23 | 1969, 1970, 1971, 1972, 1973, 1975, 1982, 1984, 1988, 1992, 1996, 1997, 1998, 2001, 2006, 2007, 2009, 2010, 2012, 2014, 2016, 2017, 2018 |
| Simba S.C.          | 16 | 1974 ,1976, 1977, 1978, 1979, 1980, 1994, 1995, 2002, 2003, 2004, 2005, 2008, 2011, 2013, 2019                                           |
| Maji Maji FC        | 3  | 1986, 1987, 1999 |
| Pan Africano FC     | 2  | 1983, 1989 |
| Malindi FC          | 2  | 1990,1993 |
| Pamba FC            | 1  | 1991 |
| Azam FC             | 1  | 2015 |
| Prisons FC          | 1  | 2000 |
| KMKM FC             | 1  | 1985 |

- Taça das Confederações da CAF

| Clube               | Anos                               |
| ------------------- | ---------------------------------- |
| Young Africans S.C. | 2008,2011, 2015 , 2016, 2017, 2018 |
| Simba S.C.          | 2007 ,2010, 2011, 2012, 2018       |
| Azam FC             | 2013, 2014, 2016, 2017             |
| Prisons FC          | 2005, 2009                         |
| Mtibwa Sugar FC     | 2004,                              |
| Moro united FC      | 2006                               |

## Artilheiros
| Ano     |                | Artilheiros           | Time           | Gols |
| 2004    | Tanzânia       | Abubakar Ally Mkangwa | Mtibwa Sugar   |      |
| 2005    | Somália        | Cisse Aadan Abshir    | Simba SC       | 19   |
| 2006    |                | n/a                   | n/a            |      |
| 2007    | Estados Unidos | Mashiku               | SC United      | 17   |
| 2007–08 | Tanzânia       | Michael Katende       | Kagera Sugar   |      |
| 2008–09 | Quénia         | Boniface Ambani       | Young Africans | 18   |
| 2009–10 | Tanzânia       | Musa Hassan Mgosi     | Simba          | 18   |
| 2010–11 | Tanzânia       | Mrisho Ngasa          | Azam           | 18   |
| 2011–12 | Tanzânia       | John Bocco            | Azam           | 19   |